# Tartu-moskovska škola semiotike
Tartu-moskovska škola semiotike je semiotička škola koju je 1964. godine osnovao i vodio Jurij Lotman. Među poznatim članovim ove škole su Boris Uspenski, Vjačeslav Ivanov, Vladimir Toporov, Mihail Gasparov, Aleksander Pjatigorski, Isak I. Revzin, Juri Levin i drugi. Kao rezultat zajedničkog rada, stvorili su teorijski okvir za semiotiku kulture.
Tartu-moskovska škola semiotike razvila je originalni metod multidimenzionalne kulturne analize. Kulturni jezici se interpretiraju kao sekundarni sistem za modelovanje, u odnosu na verbalni jezik. Ovaj metod omogućava produktivno razumevanje korišćenja različitih kulturoloških jezika. Škola je poznata po svom žurnalu Sign System Studies (Studije znakovnih sistema, ranije objavljivan na ruskom kao Труды по знаковым системам), koji izdaje Univerzitet u Tartuu. To je najstariji semiotički časopis na svetu, osnovan 1964. godine.
U prvom periodu, 1960. i 1970, TMŠS je pratila strukturalistički pristup i bila je pod jakim uticajem ruskog formalizma. Od 1980, pristup se može okarakterisati kao post-strukturalistički, i povezan je sa konceptom semiosfere, koji je Jurij Lotman uveo u teorijsku misao, i koji je povezan sa organicističkim teorijama.
Od 1990, TMŠS je nasledila Tartu Semiotička Škola, koja se nalazi u Departmanu za semiotiku na Univerzitetu u Tartuu. Danas je vode Kalevi Kul, Peter Torop, Mihail Lotman, Andreas Ventsel, Timo Maran i drugi.

## Istorija
Tartu-moskovska škola semiotike utemeljena je tokom ranih 60-ih godina kao zajednički projekat naučnika iz različitih sredina okupljenih na letnjim školama semiotike koje je inicirao Juri Lotman.
Istorija Tartu-moskovske škole može se okvirno podeliti na nekoliko perioda, a početni period trajao je od ranih 60-ih do kraja 70-ih goidina. Teorijski pristup Tartu-moskovske škole tokom ovog perioida mogao bi se okarakterisati kao strukturalistički. Radovi članova Tartu-moskovske škole nadovezivli su se na principe strukturalne lingvistike Ferdinanda de Sosira, onako kako je kasnije razvijena od strane Nikolaja Trubeckoja i Leva Hjemsleva. Ipak, već u početnoj fazi, rad Tartu-moskovske škole semiotike razlikovao se od drugih strukuralističkih škola misli, zahvaljujući specifičnom kontekstu u kome je nastala, kao i činjenici da su njeni članovi dolazili iz različitih naučnih sredina, donoseći sa sobom raznovrsna interesovanja i pristupe proučavanju kulture.
Počeci Tartu-moskovske škole mogu se povezati sa ranim pokušajima nekih moskovskih lingvista, kao što su Vjaćeslav Ivanov i Vladimir Uspenski da ustanuve strukturalnu lingvistiku, informatiku, i mašinsko prevođenje kao legitimna polja istraživanja. Tako je 1959. osnovan Savet za kibernetiku na, a 1960 otvorena jedinica za strukturalnu tipologiju slovenskih jezika na Institutu za slovenske i balkanske studije na Ruskoj akademiji nauka. Ove dve organizacije organizovale su 1962. Simpozijum o strukturalnim studijama znakovnih sistema u Moskvi se prvi put pominje semiotika kao autonomna disciplina, barem u Sovjetskom savezu. Međutim, ideja pojedinih naučnika da se otvori insitut za semiotiku pokazala se kao ideološki nepodobna za političku klimu toga vremena.
Iz ovog razlgoa, posebnu ulogu u razvoju Tartu-Moskovske škole igrala su okupljanja u mestu Kariku u Estoniji, nazvana Letnje škole semiotike. Naime, Juri Lotman, koji je tada predavao na Univerzitetu u Tartuu i počinjao da se interesuje za strukuralnu poetiku, došao je na ideju da organizuje neformalna okupljanja semiotičara u Tartuu umesto u Moskvi, gde je to tada bilo nemoguće.
Prva Letnja škola održana je 1964 godie. Teme kojima su se bavili učesnici ovog okupljanja bile su raznolike, krećući se of mitova i rituala, preko umetnosti, do filmskog jezika. Ipak, ono što ih je sve povezivalo bio je interes za strukturalne i semiotičke metode analize. Druga Letnja škola održana je 2 godine kasnije, 1966, a prisustvovao je, između ostalih, i Roman Jakobson.Treća Letnja škola u Karikuu održana je 1968., a četvrto okupljanje 1970., nakon čega je usledila pauza duga skoro dvadeset godina usled političkih i drugih prilika.
Četvrta Letnja škola semiotike bila je možda i najvažnija jer je tada već ustanovljen originalan pristup Tartu-moskovkse škole nazvan semiotika kulture. Ovo polje istraživanja zvanično je utemeljeno programski dokumentom Tartu-moskovske škole nazvanim Teze o semiotičkom proučavanju kultura koji je objavljen prvi put 1973. godine.

## Semiotika Kulture
Verovatno najvažnije dostignuće Tartu-moskovske škole jeste činjenica da su njeni članovi razvili nov i original metod za analizu kulture. Iako rani uticaji na teorije Tartu-moskovske škole uključuju ruski formalizam, lingvistiku Ferdinanda de Sosira, kao i Praški lingivstički kružok, pristup ove škole ipak značajno odstupa od svih njenih preteča.
Multidimenzionalni metod za proučavanje kulture razvijen u okviru Tartu-moskovske škole posmatra kulturu kao skup jezika ili sistema modelovanja. Ključni termini su tekst, jezik, i sistem modelovanja. Tekst i jezik se koriste u širem semiotičkom smislu, pa se tako govori o kulturi kao tekstu i jezicima kulture. Jezici kulture posmatraju se kao sekundarni sistem modelovanja, dok je verbalni jezik primarni sistem. Ovakav pristup omogućava da se kultura i njeni artefakti posmatraju kao proizvod interakcije različitih sistema modelovanja.

## Literatura
- Grishakova, M.; Salupere, S. 2015. A School in the Woods: Tartu-Moscow Semiotics. In: Grishakova, M., Salupere, S. (eds.). Theoretical Schools and Circles in the Twentieth-Century Humanities: Literary Theory, History, Philosophy. (173—195). London-New York: Routledge
- Levchenko, Jan; Salupere, Silvi (eds.) 1999. Conceptual Dictionary of the Tartu-Moscow Semiotic School. (Tartu Semiotics Library, vol 2.) Tartu: Tartu University Press.
- Paterson, Janet M. 2000 (1993). Tartu School. In: Makaryk, Irena Rima (ed.), Encyclopedia of Contemporary Literary Theory: Approaches, Scholars, Terms. Toronto: Toronto University Press, 208—211.
- Salupere, Silvi; Peeter Torop; Kalevi Kull (eds.) 2013. Beginnings of the Semiotics of Culture. (Tartu Semiotics Library, vol 13.) Tartu: University of Tartu Press.
- Rudy, Stephen 1986. Semiotics in the U.S.S.R. in : T. A. Sebeok et al (eds) The Semiotic Sphere, 555—582.
- Waldstein, Maxim 2008. The Soviet Empire of Signs: A History of the Tartu School of Semiotics. VDM Verlag Dr. Muller.